# Día de no comprar nada
El Día Mundial sin Compras (por sus siglas en inglés BND, Buy Nothing Day, "Día de no Comprar Nada") es una jornada de protesta en contra del consumismo llevada a cabo por activistas sociales, en su mayoría altermundistas, el 25 de noviembre de todos los años. 

## Orígenes
Fue fundado por el artista de Vancouver Ted Dave y posteriormente promovido por la revista canadiense Adbusters. Los participantes de este movimiento se abstienen de comprar cualquier cosa durante 24 horas como una exhibición concentrada del poder del consumidor.

## Contexto
Este acontecimiento intenta que la sociedad tome conciencia de lo que algunos ven como los hábitos de consumo derrochador en los países del primer mundo. Los activistas también pueden participar en manifestaciones para impedir visitar centros comerciales y otras formas de expresión radical. Así mismo, Adbusters ha conseguido anunciar la jornada en la CNN, pero otras cadenas, como la MTV, se han negado a emitir sus anuncios.
Por otra parte, en los últimos años, el movimiento ha ganado adeptos entre los movimientos contra el cambio climático. Estos argumentan que para detener este fenómeno el primer mundo debe cambiar sus hábitos de consumo.

## Fecha
En Estados Unidos y Canadá, los partidarios se manifiestan el día después del Día de Acción de Gracias. Este día, frecuentemente llamado «viernes negro», es en Estados Unidos uno de los días del año en los que más se compra. En el resto del mundo, se celebra un día después, el sábado.
Desde que el “Día Mundial sin Compras” se celebra después de Acción de Gracias, gracias a su significado (el de resistir el consumismo sin sentido), algunas personas han visto la oportunidad de exponer la hipocresía del fin de semana posterior a Acción de Gracias. Esta fiesta siempre se ha centrado en la amistad, la familia y la comunidad, mientras que el día siguiente solo lo hace en el consumismo y las compras. Así pues, ciertos de sus participantes pueden considerarlo como un medio de reivindicar el mensaje original de la celebración: animar a los amigos y las familias a reunirse, en vez de a gastar dinero.

## Críticas
Críticos del movimiento del “Día de No Comprar Nada” han afirmado que los consumidores simplemente comprarán más al día siguiente, lo cual desvalorizaría la protesta. Sin embargo, los participantes afirman que esto no afecta su mensaje.

## Historia del día
El “día mundial sin compras” se celebró por primera vez en Vancouver, Canadá en septiembre de 1992, pero en 1997 fue trasladado al día después de Acción de Gracias en Estados Unidos, como un llamamiento contra el consumismo de la época prenavideña.